# Ernst Mühlrad
Ernst Mühlrad (* 4. April 1904 in Wien; † um den 10. September 1942 im KZ Auschwitz) war ein österreichischer Kameramann.

## Leben und Wirken
Mühlrad hatte schon im Stummfilm als Kameramann gearbeitet, im Alter von 19 Jahren fotografierte er alleinverantwortlich den Streifen Moderne Laster. Ab Ende 1932 arbeitete der Wiener regelmäßig als Chefkameramann, so auch bei der in Österreich entstandenen französischen Produktion L’enfant du Danube. Als Jude bereits vor 1938 nur noch an Filmen tätig, die in Deutschland nicht mehr verliehen werden konnten (darunter die Anzengruber-Verfilmung Der Pfarrer von Kirchfeld), musste Ernst Mühlrad nach dem Anschluss Österreichs augenblicklich fliehen.
In den kommenden zwei Jahren fand er Beschäftigung in Belgien, wo er exklusiv die Inszenierungen Jan Vanderheydens fotografierte, und in Italien, wo er für zwei Arbeiten des österreichischen Regie-Emigranten Max Neufeld hinter der Kamera stand. Nach dem Einmarsch der Wehrmacht in Brüssel geriet Mühlrad in deutsche Hände und wurde bald darauf ins Sammellager Drancy verbracht. Am 7. September 1942 erfolgte seine Deportation nach Auschwitz, wo er vermutlich gleich nach seiner Ankunft ermordet wurde. 1949 erklärte ihn das Wiener Landesgericht für Zivilrechtssachen für tot.

## Filme
- 1923: Moderne Laster
- 1924: Was ist die Liebe…?
- 1932: Mikrophon auf Reisen (Dokumentarfilm)
- 1933: Die Tochter des Regiments (auch franz. Vers.: La fille du régiment)
- 1935: L’enfant du Danube
- 1936: Fräulein Lilli
- 1937: Der Pfarrer von Kirchfeld
- 1938: Drie flinke kerels
- 1938: La casa del peccato
- 1938: Mille lire al mese
- 1939: Met den helm geboren
- 1939: Janssens tegen Peeters (auch Ton)
- 1939: Een engel van een man
- 1940: Wit is troef